# Wayson Choy
Wayson Choy, né le 20 avril 1939 à Vancouver et mort le 28 avril 2019 à Toronto, est un écrivain canadien d’origine chinoise.

## Biographie
Wayson Choy est né à Vancouver en 1939. 
Un Canadien d'origine chinoise, il a passé son enfance dans le quartier chinois de la ville. Choy a obtenu son diplôme de l'école secondaire Gladstone et a poursuivi ses études à l’université de la Colombie-Britannique, où il a étudié l'écriture créative. Il a appris plus tard dans la vie qu'il avait été adopté, ce qui constituait la base de ses mémoires, Paper Shadows.
Wayson Choy a publié un certain nombre de nouvelles tout en étudiant la création littéraire à l'université. L'une de ses histoires a paru dans l'anthologie annuelle de Best American Short Stories, mais après avoir obtenu son diplôme, il s'est principalement consacré à l'enseignement, ne reprenant l'écriture que plus tard dans la vie. Choy a déménagé à Toronto en 1962 et a enseigné au Humber College de 1967 à 2004. Il a continué à enseigner à la Humber School for Writers et a été président de la Cahoots Theatre Company.
Choy était l'auteur du roman The Jade Peony (1995), lauréat du Trillium Book Award et du City Book Vancouver Award [1]. En 2010, il a été sélectionné comme l'un des cinq ouvrages du concours annuel Canada Reads de CBC, où il a été défendu par la médecin Samantha Nutt.
Ses mémoires, Paper Shadows: Une enfance dans le quartier chinois, ont été publiés en 1999. Écrit au sujet de son enfance au sein de la communauté sino-canadienne à Vancouver, le livre explore à la fois sa découverte de son adoption et son processus d'acceptation du fait d'être gay. Il a remporté le Prix Edna Staebler pour la création non-fiction et a été sélectionné pour le Prix du Gouverneur général pour la non-fiction de langue anglaise aux Prix du Gouverneur général de 1999.
En 2001, Choy a eu une crise d'asthme qui lui a valu d'être placé dans le coma pour des raisons médicales pendant 11 jours, au cours desquels il a également subi un arrêt cardiaque. Il est resté à l'hôpital pendant quatre mois pour récupérer et se remettre d'une physiothérapie [11]. En 2005, il a eu une deuxième crise cardiaque et a subi un quadruple pontage.
Son deuxième roman, All That Matters, a été publié en 2004 et a été mis en nomination pour le prix Scotiabank Giller. All That Matters a remporté le deuxième prix du livre Trillium de Choy en 2004.
En 2005, il a été nommé membre de l'Ordre du Canada.
En 2009, Choy a publié son deuxième et dernier mémoire, Not Yet: A Memoir of Living and Almost Dying, sur la gestion des problèmes de santé potentiellement mortels.
En 2015, il a reçu le prix George Woodcock, le prix d'excellence décerné à des écrivains de la Colombie-Britannique, présenté par la Writers' Trust of Canada et la Vancouver Public Library.
Trois monographies récemment publiées contiennent des chapitres sur les publications de Choy jusqu'à Not Yet ; ceux-ci sont : L'influence du taoïsme de John Z. Ming Chen sur les écrivains canado-asiatiques (Mellen, 2008), L'étude de John Z. Ming Chen et de Wei Li sur la littérature social-réaliste canadienne: approches néo-marxistes, confucianistes et taoïstes (Intra Mongolia University Press, 2011), John Z. Ming Chen et la poétique, l'éthique et l'esthétique canado-taoïstes (Springer, 2015).

## Œuvres
Romans
- The Jade Peony − 1995
- All That Matters − 2004

Mémoires
- Paper Shadows: A Chinatown Childhood − 1999
- Not Yet: A Memoir of Living and Almost Dying − 2009  (ISBN 978-0-385-66310-6)